# Зелёная Горка (Тульская область)
Зелёная Горка — деревня в Одоевском районе Тульской области России.
В рамках административно-территориального устройства относится к Апухтинской сельской администрации Одоевского района, в рамках организации местного самоуправления включается в сельское поселение Северо-Одоевское.

## История
В 1961 году указом Президиума Верховного Совета РСФСР деревня Дракино переименована в Зелёная Горка.

## Население
| 2010 |
| ---- |
| 0    |